# Saliceto
Saliceto là một đô thị tại tỉnh Cuneo trong vùng Piedmont của Italia, vị trí cách khoảng 80 km về phía đông nam của Torino và khoảng 50 km về phía đông của Cuneo.
Saliceto giáp các đô thị: Cairo Montenotte, Camerana, Cengio, Gottasecca và Montezemolo.
Trong lịch sử, Saliceto đã thuộc các hầu tước Del Carretto của Finale Ligure, và họ đã cho xây một lâu đài ở đây vào năm 1588.

## Twin towns
- Saliceto, Pháp